# Rock 'n' roll is king
Rock 'n' roll is king is een single van Electric Light Orchestra (ELO). Het is afkomstig van hun album Secret messages. Het was de laatste single van de muziekgroep die nog enig succes had in Nederland en België. Ook het succes in Verenigd Koninkrijk van ELO was tanende.

## Achtergrond
Tijdens de opnamen voor het album kwam het tot een breuk tussen bassist Kelly Groucutt en leider bandleider Jeff Lynne. Groucutt zou maar op vier tracks van dat album nog meespelen en Rock 'n' roll is king is er een van. Werktitel van het nummer was Motor factory. Dave Morgan, tijdelijk lid van de band, herinnerde zich dat hij daarop gezongen had, doch dat het nummer zo radicaal gewijzigd was, dat hij niet meer wist of hij er nu op te horen is of niet. Hij vond de wijzigingen wel ten goede komen aan het nummer.
De B-kant After all is een track die gepland stond voor de uitgave van Secret messages als dubbelalbum. Het platenlabel vond een dergelijk album te duur worden en er werd overeengekomen slechts een enkel album uit te brengen. After all sneuvelde daarbij als albumtrack.
De videoclip laat een optreden van ELO in een kleine ballroomzaal zien waarbij rock-'n-roll, dan wel rockabilly wordt gedanst. Echte optredens van de band vonden alleen plaats in concertzalen en stadions.
Er is een Nederlands tintje aan deze single. Het is opgenomen in de Wisseloord Studio's.

## Hitnotering
In UK Singles Chart stond het nummer negen weken genoteerd met als hoogste positie nummer 13, de laatste single van ELO aldaar die de top 20 wist te halen. In de Amerikaanse Billboard Hot 100 stond het dertien weken genoteerd met als hoogste notering plaats 19.

### Nederlandse Top 40
Alarmschijf
| Positie: | 18 | 5 | 4 | 5 | 10 | 21 | 36 | uit |

### NederlandseMega top 50
| Positie: | 18 | 9 | 8 | 12 | 18 | 33 | 38 | uit |

### BelgischeBRT Top 30
| Positie: | 16 | 9 | 7 | 7 | 5 | 6 | 8 | 16 | uit |

### VlaamseUltratop 30
| Positie: | 33 | 16 | 8 | 7 | 7 | 6 | 4 | 7 | 13 | 23 | uit |

### NPO Radio 2 Top 2000
Rock 'n' Roll Is King stond alleen in 1999 in de NPO Radio 2 Top 2000, op plek 1808.